# Suszec
Suszec is een dorp in het Poolse woiwodschap Silezië, in het district Pszczyński. De plaats maakt deel uit van de gemeente Suszec en telt 3700 inwoners.